# معرفة وضعية
المعرفة الوضعية هي نظرية تفترض أنه لا يمكن التفريق بين المعرفة والعمل إذ أنها تعتبر أن كل المعرفة هي وضعية تفرضها سياق النشاطات الاجتماعية والثقافية والمادية.
تتطلب هذه الفرضية اعتماد مفهوم جديد لنظرية المعرفة وإهمال فكرة التجاربية منها. يقترح منظروا الوضعية نموذجا جديدا للمعرفة والتعلم والذي يفند أن الحصول على المعرفة عند الطلب وبحسب الوضع القائم، بخلاف النظرية التقليدية التي تقوم على فكرة وجوب تخزين المعرفة ثم استرجاعها كمعرفة مفاهيمية. وبالتالي، يعرفون «التعلم» من منظار تزايد فعالية أداء الفرد بحسب الوضعيات المختلفة التي يتعاطى معها بدلا من تراكم المعرفة المخزنة.
من هذا المنظور، يرفض منظرو المعرفة العرضية ثنائية «العقل-و-الجسد» وثنائية «الشخص-و-البيئة» ويقتربون أكثر من «الوجودية العملية» ومن التحليلية السلوكية التي وضعها سكينر.

## التسمية
مصطلح المعرفة الوضعية هي ترجمة لمصطلح (بالإنجليزية: Situated Cognition) والتي لها معنى المعرفة التي تعتمد على الوضع القائم في حينه.

## مصطلحات النظرية
| المصطلح بلإنكليزية                  | المصطلح العربي                  | التعريف |
| ----------------------------------- | ------------------------------- | --- |
| affordance                          | القدرة                          | خصائص البيئة والتي تحددها نسق معلومات الفرد وبالتالي تعرض الخيارات التي يعتبرها الفرد قابلة للتعاطي معها.                                                                               |
| attention and intention             | الإهتمام والنية                 | بعد الإنتباه للهدف، تصبح نية الفرد متناغمة مع قدرة البيئة. |
| attunement                          | تناغم                           | التناغم هي حالة مستمرة لإدراك قدرة البيئة وكيفية التعاطي معها. |
| community of practice               | جماعة الممارسة                  | فكرة جماعة الممارسة تشير إلى عملية التعلم المجتمعية التي تسببها التفاعل المجتمعي والثقافي المشترك والتي تبزغ وتطور عند تفاعل أفراد يتشاركون في الأهداف وفي الإهتمام لتحقيق هذه الأهداف. |
| detection of invariants             | إكتشاف الثوابت                  | إكتشاف الثوابت التي لا تتغير مع تغير الأوضاع |
| direct perception (pick up)         | الإدراك المباشر (إلتقاط القدرة) | وهي الحالة التي يصل لها الفرد بحيث يدرك بوضوح قدرة البيئة من دون الحاجة للتحليل أو الترميز،                                                                                             |
| effectivities                       | الفعالية                        | وهي درجة كفاءة يصل إليها الفرد لملاحظة والتعامل مع قدرات البيئة. |
| embodiment                          | التجسيد                         | التجسيد هو ملاحظة أن الجسد موجود في البيئة وأنه أساسي في محاكاة الواقع وتمثيله. |
| legitimate peripheral participation | مشاركة فرعية مشروعة             | تصف المراحل الأولى التي يمر بها فرد عند بدء تفاعله مع جماعة الممارسة قبل أن يصبح عضوا ممارسا.                                                                                           |
| perceiving and acting cycle         | دورة الإدراك والتفاعل           | دورة الإدراك والتفاعل هي عملية دينامية مستمرة بحيث يكون الفرد بحالة إدراك وتفاعل ثم إدراك وتفاعل مستمر في كل الأوقات.                                                                   |

## مباديء أساسية

### القدرة والكفائية
القدرة، بحسب جيبسون، هي علاقة ترابطية للفهم. لا يجب اعتبار الفهم هو الترميز العقلي لخصائص البيئة فقط، بل كعامل تفاعل الفرد مح البيئة. وبالتالي، فإن أي تعامل بين الفرد وبيئته تحددها خصائص البيئة نفسها، فيما سماه بقدرة البيئة، أي الخصائص التي توفر إمكانيات يمكن التعامل معها والتي تكون متوفرة للفرد وواضحة بحيث يدركها مباشرة أو بعد التفاعل معها.
أما الكفائية، فهي مصطلح أطلق عام 1994 يصف فيه الحالة التي يصل إليها الفرد بحيث يعلم علم اليقين ما عليه القيام به ونتيجة أي تعامل قد يحصل في البيئة. عندها، يصبح قدرة البيئة والكفائية معا يحددان الإدراك والتعامل في اللحظة معا. وبالتالي، فإدراك الفرد للبيئة والتعامل معها يجعله يحدد أي من القدرات يمكنه أن يستغلها بفعالية بناء على كفائيته.

### المعرفة
يعتبر منظروا الوضعية أن المعرفة ليست بفعل أو شيء أو اسم، كما أنها ليست كيان يمكن تحصيله وتجميعه كما يدعى منظري المعرفة بل هي عمل تبادلي بين الفرد وبيئته. لا يمكن فصل هذا التفاعل التبادلي عن سياقه أو عن ثقافته وتكوينه التاريخي. لذلك، المعرفة هي ليست الوصول إلى حقيقة معينة، بل هي موقف يظهر بسبب تفاعل الفرد مع البيئة في لحظة ما.

### التعلم
للتعلم، في نظرية المعرفة الوضعية، تعريف مختلف عن نظرية المعرفة التقليدية. بما أن، بحسب الوضعية، لا يمكن فصل المعرفة عن خصوصية الفرد ولا عن السياق المجتمعي والتاريخي، فإن التعليم الذي يعتمد على طرح المعطيات من دون السياق لا يؤدي إلى أي تعلم يعتمد على استكشاف الثوابت، وبالتالي يعتبر أسليب فقيرة لا تؤدي إلى نقل المعرفة. لذلك، يجب أن يتعدى التعلم نقل المعلومات ليتضمن تشجيع التعبير على الكفائتية وتطوير الإدرا ك والنية من خلال إثراء السياق التي تعكس أليات تعلم حقيقة وعملية.

### اللغة
اللغة هي أداة أساسية للتعلم والتفاعل مع الجماعات. وبالتالي، يجب أن يتضمن تعليم اللغات المفردات والحالات التي تستعمل مع الجماعة. ويجب أن تشمل استعمال المفردات والحالات التي توصل الفرد إلى مستويات عليا في المجموعة.

## نقد الوضعية
انتقد فيرا وسيمون الأفكار الوضعية على أساس أنها تبسيط للواقع ولا تساعد في البيئات والحالات المعقدة. وعام 1996، انتقد أنرسون وريدر وسايمون أربع نواحي إدراكية لنظرية الوضعية ز فبخلاف ما تقوله الوضعية:
1. إن المعرفة لا علاقة لها بالسياق بل بالمعرفة وما يتم تعلمه.
2. هناك العديد من الإثباتات التي تدل عن إمكانية نقل المعرفة.
3. يمكن تفعيل التعليم التجريدي بربطه بتطبيقات ملموسة.
4. فإن العديد من الأبحاث أثبتت أن تخصيص التعليم له فائدة كبيرة وخاصة عندما عندما هناك تركيز على المهارات المراد تعليمها.

## للإستزادة
- تعلم مدمج
- تعلم جوال
- تعليم إلكتروني
- تعليم معكوس
- المناهج المخفية
- علم نفس الوسائط
- تعلم شبكي
- نظرية النشاط